# Podvrh (gmina Gorenja vas-Poljane)
Podvrh – wieś w Słowenii, w gminie Gorenja vas-Poljane. W 2018 roku liczyła 50 mieszkańców.